# Кара-Башат
Кара-Башат (кирг. Кара-Башат) — село в Аксыйском районе Джалал-Абадской области Кыргызстана. Входит в состав Кашка-Сууского айылного аймака.

## География
Село расположено в южной части области, на берегах реки Падыша-Ата, на расстоянии приблизительно 13 километров (по прямой) к северо-западу от города Кербен, административного центра района. Абсолютная высота — 1554 метра над уровнем моря.

## История
Населённый пункт получил статус села 16 августа 2019 года.

## Население
Согласно оценочным данным Национального статистического комитета Кыргызской Республики, численность населения села на начало 2023 года составляла 1398 человека.
| год     | 2020 | 2021 | 2023 |
| ------- | ---- | ---- | ---- |
| человек | 1119 | 1377 | 1398 |